# Llitera (vehicle)

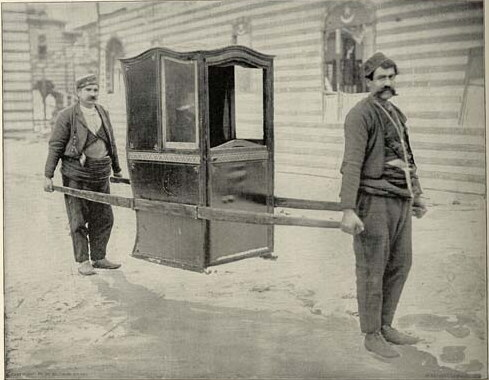
Portadors amb llitera.

Llitera era una mena de cadira de mans perllongada i tancada amb finestres i portella ("a manera de caixa de cotxe ", segons el DRAE) en què es transportava a una o dues persones. Constava de dues vares que es col·locaven sobre dues cavalleries situades una davant i una altra darrere o bé eren agafades per portadors que la sostenien a pols. La llitera s'utilitzava per al transport de persones per vies i camins, especialment els muntanyencs.
També s'anomenava així el transport de forma allargada en què es podia anar estès.

## Palanquí
Una altra denominació és la de " palanquí ", que el Termcat defineix, com a "espècie de civera usades a Orient per portar-hi a les persones importants" (no han de confondre's cap d'aquestes dues accepcions amb el concepte nàutic de palanquí ).

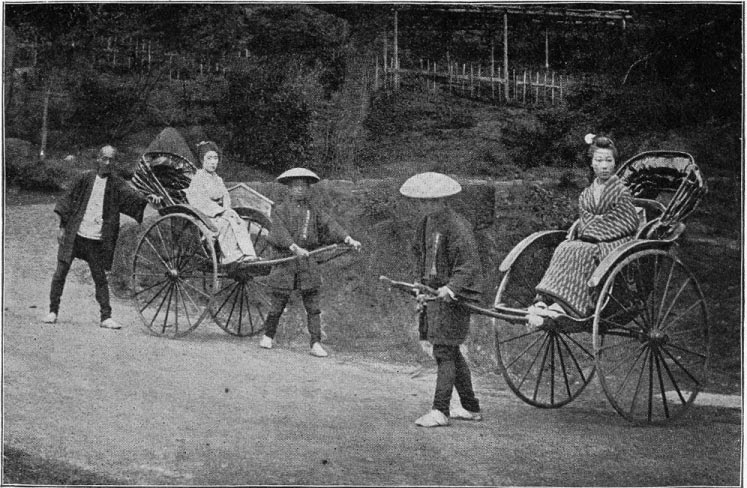
Rickshaw japonès a finals del.

Mitjans de transport similars es denominen kiệu [轎] al Vietnam, jiao a la Xina wo (วอ) o kiao (เกี้ยว) a Tailàndia, gamma a Corea, koshi, ren o kago [駕籠] al Japó, a Gran Bretanya.
L'addició de rodes a aquest mitjà de transport permet que un sol portador l'impulsi, cosa que va generar el rickshaw, al que posteriorment es van afegir els mecanismes de la bicicleta (bicirickshaw ) i de la motocicleta (autorickshaw ). Actualment s'utilitzen principalment a països del sud-est asiàtic.
Amb el nom de howdah es coneix la llitera adossada al llom d'un elefant o camell.

## Lecticao llitera a l'Antiga Roma

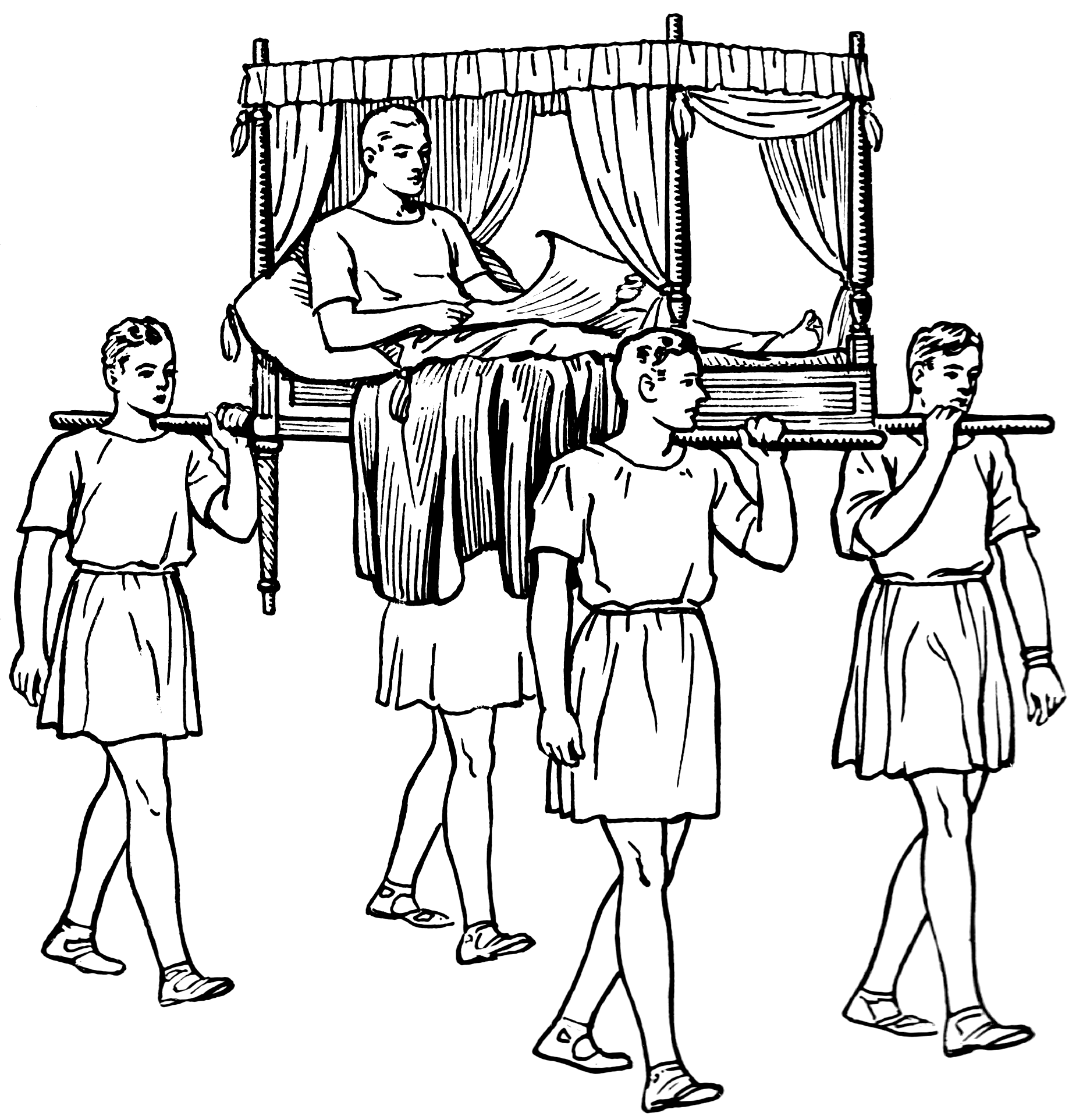
Lèctica romana.

A l'Antiga Roma, la lectica o llitera era un mitjà de transport habitual, tant urbà com interurbà, per a aquelles persones que els ho podien permetre. Per al transport urbà s'usaven normalment lliteres amb vuit portadors, en què la persona o persones (normalment fins a dues) que eren transportades jeien sobre un matalàs dur i disposaven d'uns coixins. Existia també un servei públic de lliteres que comptava fins i tot amb llocs per prendre-les, parades (castra lecticariorum ). Les persones menys acabalades es feien transportar en cadira de mans (segella ) portada per dues persones.
Per al transport interurbà s'usaven lliteres de viatge (basterna ), portades per dos muls.
L'ús d'aquests vehicles a la ciutat de Roma va arribar a ser un problema moltes vegades, cosa que va fer que fos regulat. Julio César en va limitar l'ús, encara que la normativa no va aconseguir imposar-se. Segles després, Domiciano va prohibir el seu ús a les prostitutes, si bé tampoc no es va aconseguir que la norma es complís.

## Cadira gestatòria
Cadira gestatòria o cadira fertòria era un tipus de cadira de l'antiga Roma usada a la capital i a províncies tant per homes com per dones. Expressament es distingeix de la lectica, una espècie de sofà portable en el que les persones eren traslladades ajagudes; a la gestatòria encara que eren tanmateix traslladats, estaven asseguts en posició vertical. La cadira podia ser oberta o tancada. Aquesta mena de cadira va aparèixer al temps de l'Imperi Romà i no està documentada anteriorment. Derivada de l'anterior i també anomenada cadira gestatòria, un vehicle semblant ha estat emprat pels papes